# Nunatak Kolonna
Nunatak Kolonna är en nunatak i Antarktis. Den ligger i Östantarktis. Australien gör anspråk på området. Toppen på Nunatak Kolonna är 1 870 meter över havet.
Terrängen runt Nunatak Kolonna är huvudsakligen en högslätt. Trakten är obefolkad. Det finns inga samhällen i närheten.